# Irving i P4
Irving i P4 är ett radioprogram lett av Let's Dance-domaren Tony Irving.
Programmet hade premiär den 1 november 2013 och har sedan dess, bortsett från ett flera veckor långt uppehåll under olympiska vinterspelen 2014 i Sotji, sänts varje fredag mellan klockan 13.05 och 15.00. Tillsammans med bisittaren Linnea Wikblad behandlar Irving alla möjliga slags samhällsfrågor, ibland med en rättfram och något provocerande attityd.
Innan Irvings intåg hette programledarna Anders Jansson och Johan Wester (Jansson & Wester i P4). Sedan tidigare har även Magnus Uggla, bland annat, lett programmet.
I oktober 2014 efterträddes Irving av komikern Marika Carlsson, varför programmet bytte namn till Marika i P4.